# Daniel Juncadella
Daniel Juncadella Pérez-Sala, född 7 maj 1991 i Barcelona, är en spansk professionell racerförare och fabriksförare för Mercedes-AMG i bland annat DTM.

## Racingkarriär
Juncadella startade sin formelbils-karriär 2007 i Master Junior Formula. Han slutade tvåa i mästerskapet, med sju segrar och 359 poäng. 
Juncadella körde sex tävlingar i Formel BMW ADAC 2007, utan någon större framgång. 2008 tävlande han i Formula BMW Europe. Han kom på fjärde plats i mästerskapet, med bland annat två segrar på Hungaroring. Juncadella fortsatte i serien 2009, då han slutade som tvåa, bakom brasilianaren Felipe Nasr.
Han körde Formula 3 Euro Series 2010 för Prema Powerteam, där han slutade på åttonde plats. 2011 blev han trea i mästerskapet med bland annat fem segrar och fyra pole positions. 2012 vann han mästerskapet med fem segrar och sex pole positions.
2013 klev han upp till Deutsche Tourenwagen Masters med Mücke Motorsport, vilket han fortsatte med 2014.